# Pierre Alary
Pierre Alary (Parijs, 1 mei 1970) is een Frans animator van tekenfilms en stripauteur. Als tiener was hij fan van Bernie Wrightson, wiens tekeningen hij kopieerde. Hij studeerde tekenfilm aan de École des Gobelins in Parijs en ging daarna aan de slag bij de Disney Studio in Frankrijk. Daar leerde hij tekenaars als Guarnido, Keramidas en Pedrosa kennen. 
Hij assisteerde Crisse bij de strip Griffin Dark, l'alliance, en dit onder het pseudoniem Stanley.
Op scenario van Christophe Arleston tekende Pierre Alary onder eigen naam de stripreeks Sinbad, uitgegeven bij Soleil. Het is het verhaal van een jonge avonturier die magische objecten verhandelt. Op zoek naar zijn vader wordt hij bijgestaan door een panter, die zich kan transformeren in een mooie vrouw. Voor de dierentekeningen liet Pierre Alary zich inspireren door de tekeningen van Jean Giraud, Christian Rossi of Claire Wendling.
Op scenario van Fabien Nury tekende hij het historisch tweeluik Silas Corey.

## Werk
- Sinbad
- Les échaudeurs des ténèbres
- Belladone
- Silas Corey
- Don Vega

- Biblioteca Nacional de España: XX4666313
- Bibliothèque nationale de France: cb13617902p (data)
- Gemeinsame Normdatei: 136416942
- International Standard Name Identifier: 0000 0000 5514 8994
- Nationale Bibliotheek van Tsjechië: xx0230398
- Nederlandse Thesaurus van Auteursnamen: 305504096
- Système universitaire de documentation: 05658816X
- Virtual International Authority File: 66641772
- WorldCat: E39PBJtxmQCRpDmq9YpjtKg7pP